# Jean Vitéz
Pour les articles homonymes, voir Vitez.
Jean Vitéz (en croate Ivan Vitez, en hongrois Vitéz János), né à Zredna, près de Križevci, en Croatie, vers 1408, mort à Esztergom le 11 août 1472, est un prélat hongrois d'origine croate, l'un des premiers représentants de l'humanisme en Hongrie.

## Biographie
Après avoir étudié notamment à Vienne, il devient protonotaire de la chancellerie de l'empereur Sigismond, à Buda, où il côtoie l'humaniste italien Pier Paolo Vergerio († 1444) qui a sur lui une influence déterminante. Dès 1440, il fait partie du groupe de hauts responsables qui, après la mort d'Albert de Habsbourg, offrent la couronne de Hongrie au roi de Pologne Ladislas Jagellon (en hongrois László). Il est nommé évêque de Nagyvárad (aujourd'hui Oradea, en Roumanie) le 4 juin 1445. Collaborateur du régent Jean Hunyadi, il est chargé de l'éducation de ses enfants (avec Grégoire de Sanok), et devient chancelier de Hongrie en 1453. Quand son pupille Matthias Corvin, fils de Jean Hunyadi, est élu roi de Hongrie à quinze ans (janvier 1458), il joue un grand rôle dans le gouvernement, chargé notamment d'ambassades (et parvenant en 1464 à se faire restituer la couronne de saint Étienne par l'empereur Frédéric III Le 11 mai 1465, il est promu archevêque d'Esztergom, primat de Hongrie. Mais dans les années suivantes, il se brouille avec le roi. Le roi et l'archevêque avaient un désaccord fondamental sur la politique à mener : Matthias Corvin se lança dans une politique de conquête vers le nord (Silésie, Moravie) et de confrontation avec l'empereur Frédéric III, alors que Jean Vitéz, originaire du sud du royaume, voulait renforcer ses positions dans les Balkans, contre les Turcs.  Il participe en 1471 à un complot pour placer le prince polonais Casimir sur le trône de Hongrie. Après l'échec de l'opération, il est d'abord pardonné, mais ensuite détenu dans le château de Visegrád, et finalement placé en résidence surveillée à Esztergom, où il meurt quelques mois plus tard. D'après l'Annuaire pontifical catholique (1933, p. 145), il avait été créé cardinal par le pape Paul II début 1471, mais cette création ne fut pas publiée.
Homme d'une grande culture, à la fois fin latiniste et versé dans plusieurs sciences, il fit dès 1445 de son siège épiscopal de Nagyvárad (Oradea) un foyer d'humanisme, avec une bibliothèque qu'il transféra en 1465 à Esztergom. Ce fut le noyau de la Bibliotheca Corviniana. Il créa aussi un observatoire astronomique à Esztergom, et Regiomontanus y vint entre 1467 et 1471. En 1465, au nom du roi Matthias Corvin, il fonda dans la ville de Pozsony (actuellement Bratislava) une université appelée en latin Universitas Istropolitana, la seule dans le royaume à l'époque, qui eut une brève existence (elle fut fermée aussitôt après la mort du roi en 1490), mais laissa un grand souvenir. Jean Vitéz fut surnommé Lux Pannoniæ par les humanistes de l'époque.
Il a laissé une œuvre littéraire en latin constituée d'environ cent trente lettres (certaines, officielles, intitulées au nom des rois de Hongrie), et onze discours, prononcés généralement au cours d'ambassades. Ces textes manifestent la grande culture humaniste de leur auteur, et sont une source importante pour l'histoire de l'Europe centrale au XVe siècle. 
L'humaniste et poète Janus Pannonius était son neveu, envoyé par lui en Italie pour faire son éducation.

## Édition
- Iván Boronkai (éd.), Johannes Vitéz de Zredna. Opera quæ supersunt, Budapest, Akadémiai Kiadó (Bibliotheca scriptorum medii recentisque ævorum, series nova, 3), 1980.